# Lupin (televíziós sorozat)
A Lupin francia internettelevíziós thriller sorozat, amelyet George Kay és François Uzan készített. A bemutatót a Netflix adta 2021. január 8-án. A sorozat 17 epizódból áll, ezeket pedig három évadba rendezték. A főszereplő Assane Diop, Omar Sy alakításában, akit a Maurice Leblanc által létrehozott karakter, Arsène Lupin kalandjai ihlettek. Az öt epizódból álló második évad 2021. június 11-én jelent meg.

## Szereplők
Főszereplők
| Szerep                        | Színész          | Magyar hang 2   |
| ----------------------------- | ---------------- | --------------- |
| Assane Diop                   | Omar Sy          | Nagy Ervin      |
| Claire                        | Ludivine Sagnier | Hay Anna        |
| Hubert Pellegrini             | Hervé Pierre     | Dunai Tamás     |
| Youssef Guedire               | Soufiane Guerrab | Rajkai Zoltán   |
| Raoul                         | Etan Simon       | Sándor Barnabás |
| Sofia Belkacem hadnagy        | Shrine Boutella  | Szilágyi Csenge |
| Romain Laugier rendőrkapitány | Vincent Londet   | Zámbori Soma    |
| Juliette Pellegrini           | Clotilde Hesme   | Németh Kriszta  |
| Benjamin Ferel                | Antoine Gouy     | Mészáros Béla   |
| Assane (fiatalon)             | Mamadou Haidara  | Pál Dániel      |

Mellékszereplők
| Szerep              | Színész                    | Magyar hang          |
| ------------------- | -------------------------- | -------------------- |
| Léonard             | Adama Niane                | Debreczeny Csaba     |
| Gabriel Dumont      | Vincent Garanger           | Csankó Zoltán        |
| Pascal              | Nicolas Wanczycki          | Csík Csaba Krisztián |
| Benjamin (fiatalon) | Adrian Valli De Villebonne | Kenéz Ágoston        |
| Anne Pellegrini     | Nicole Garcia              | Frajt Edit           |
| Babakar Diop        | Fargass Assandré           | Jakab Csaba          |
| Dumont (fiatalon)   | Johann Dionnet             | Fekete Ernő          |
| Claire (fiatalon)   | Ludmilla Makowski          | Mikecz Estilla       |

## Epizódok
| Évad | Évad | Epizódok száma | Eredeti sugárzás | Eredeti sugárzás | Eredeti adó      | Magyar sugárzás  | Magyar sugárzás | Magyar adó |
| Évad | Évad | Epizódok száma | Évadpremier      | Évadfinálé       | Eredeti adó      | Évadpremier      | Évadfinálé      | Magyar adó |
| ---- | ---- | -------------- | ---------------- | ---------------- | ---------------- | ---------------- | --------------- | ---------- |
|      | 1    | 5              | 2021. január 8.  | 2021. január 8.  |                  | 2021. január 8.  | 2021. január 8. |            |
|      | 2    | 5              | 2021. június 11. | 2021. június 11. | 2021. június 11. | 2021. június 11. |                 |            |
|      | 3    | 7              | 2023. október 5. | 2023. október 5. | 2023. október 5. | 2023. október 5. |                 |            |

| # | Cím                                               | Rendező         | Író                                          | Premier                         |
| --- | ------------------------------------------------- | --------------- | -------------------------------------------- | ------------------------------- |
| 1. | 1. fejezet ("Chapter 1 - Le Collier de la reine") | Louis Leterrier | George Kay                                   | 2021. január 8. 2021. január 8. |
| Assane Diop egy értékes nyaklánc ellopását tervezi a Louvre-ból.                                       |                                                   |                 |                                              |                                 |
| 2. | 2. fejezet ("Chapter 2 - L'Illusion")             | Louis Leterrier | George Kay és François Uzan                  | 2021. január 8. 2021. január 8. |
| Assane börtönbe juttatja magát, hogy találkozzon egy Comet nevű emberrel, aki ismerte Babakar Diop-ot. |                                                   |                 |                                              |                                 |
| 3. | 3. fejezet ("Chapter 3 - Le Commissaire Dumont")  | Louis Leterrier | François Uzan                                | 2021. január 8. 2021. január 8. |
| Assane elrabolja Dumont nyomozót, hogy megtudja apja halálának körülményeit.                           |                                                   |                 |                                              |                                 |
| 4. | 4. fejezet ("Chapter 4 - Volte-face")             | Marcela Said    | George Kay, François Uzan, és Eliane Montane | 2021. január 8. 2021. január 8. |
| Assane egy volt író segítséget kéri, hogy lebuktassa Hubert Pellegrinit.                               |                                                   |                 |                                              |                                 |
| 5. | 5. fejezet ("Chapter 5 - Étretat")                | Marcela Said    | George Kay és François Uzan                  | 2021. január 8. 2021. január 8. |
| Úton az étretati Lupin fesztiválra Assane a vonaton leráz egy üldözőt. Raoul eltűnik a tengerparton.   |                                                   |                 |                                              |                                 |

| # | Cím                        | Rendező         | Író                         | Premier                           |
| --- | -------------------------- | --------------- | --------------------------- | --------------------------------- |
| 6. | 6. fejezet ("Chapter 6")   | Ludovic Bernard | George Kay és François Uzan | 2021. június 11. 2021. június 11. |
| Assane Raoult keresi Guédirával nyomában. Leonard és Assane összetűzésbe keveredik egy elhagyatott normandiai villában.                                          |                            |                 |                             |                                   |
| 7. | 7. fejezet ("Chapter 7")   | Ludovic Bernard | George Kay és François Uzan | 2021. június 11. 2021. június 11. |
| Hubert megegyezik Dumont-nal, majd csapdát állít Assena-nak aki azonban egy lépéssel előtte jár. Claire bekopogtat Hubert ajtaján.                               |                            |                 |                             |                                   |
| 8. | 8. fejezet ("Chapter 8")   | Hugo Gélin      | George Kay és François Uzan | 2021. június 11. 2021. június 11. |
| Assane mindent bevet, hogy elnyerje Juliette bizalmát, miközben összetett tervet sző Hubert leleplezésére.                                                       |                            |                 |                             |                                   |
| 9. | 9. fejezet ("Chapter 9")   | Hugo Gélin      | George Kay és François Uzan | 2021. június 11. 2021. június 11. |
| Leonard hazáig követi Assane-t. Hubert csapdát állít. Assane hagy egy online nyomot Guédira számára, amely fényt derít Dumont titkára.                           |                            |                 |                             |                                   |
| 10. | 10. fejezet ("Chapter 10") | Hugo Gélin      | George Kay és François Uzan | 2021. június 11. 2021. június 11. |
| Legfondorlatosabb tervük részeként Assane és Benjamin beszerveznek egy eszes szövetségest, aki álruhába öltöztetnek, hogy segítsen bíróság elé állítani Huber-t. |                            |                 |                             |                                   |